# Ludovic Berthillot

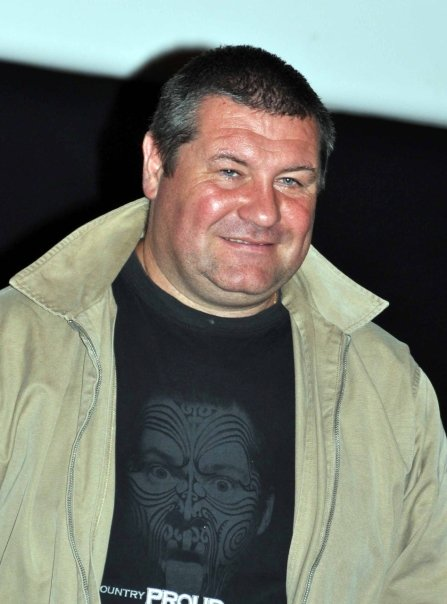
Ludovic Berthillot (2009)

Ludovic Berthillot (* 24. April 1969 in Roanne, Frankreich) ist ein französischer Schauspieler.

## Biografie
Ludovic Berthillot arbeitete als Animateur im Club Aquarius und wurde vom französischen Komiker Élie Kakou (1960–1999) für das Theater entdeckt. Nachdem er Anfang der 1990er Jahre vereinzelt am Theater gespielt hatte, debütierte in einer kleinen Nebenrolle in Olivier Assayass Drama Das weiße Blatt an der Seite von Virginie Ledoyen und Jean-Pierre Darroussin auf der Leinwand. Seit den 2000er Jahren spielte Berthillot regelmäßig kleinere Rollen in fast 100 französischen Produktionen, darunter Wasabi – Ein Bulle in Japan, Ruby & Quentin – Der Killer und die Klette und Ghettogangz – Die Hölle vor Paris.

## Filmografie (Auswahl)
- 1994: Das weiße Blatt (L’eau froide)
- 2001: Auf die Liebe (Éloge de l’amour)
- 2001: Garantiert französisch (Origine contrôlée)
- 2001: Grégoire Moulin gegen den Rest der Welt (Grégoire Moulin contre l’humanité)
- 2001: Schnee von gestern (De l’histoire ancienne)
- 2001: Wasabi – Ein Bulle in Japan (Wasabi)
- 2002: Ball & Chain – Zwei Nieten und sechs Richtige (Le Boulet)
- 2002: Bloody Mallory – Die Dämonenjägerin (Bloody Mallory)
- 2003: Ruby & Quentin – Der Killer und die Klette (Tais-toi!)
- 2004: 36 tödliche Rivalen (36 Quai des Orfèvres)
- 2004: Ghettogangz – Die Hölle vor Paris (Banlieue 13)
- 2004: Intime Fremde (Confidences trop intimes)
- 2006: Sie muss meine Tochter sein (L’enfant d’une autre)
- 2006: Plus belle la vie (Fernsehserie, 3 Folgen)
- 2007: 2 Tage Paris (2 Days in Paris)
- 2007: Das Vermächtnis der heiligen Lanze (La lance de la destinée, Miniserie, eine Folge)
- 2007: Inside (À l’intérieur)
- 2007: Law & Order: Paris (Fernsehserie, 1 Folge)
- 2009: Alles Gute! (L’eau vive)
- 2011: Der letzte Frühling (Quelques heures de printemps)
- 2011: Ein Musketier für alle Fälle (Les aventures de Philibert, capitaine puceau)
- 2012: Die Vollpfosten – Never Change a Losing Team (Les seigneurs)
- 2013: Urlaub vom Führerschein (Tot est permis)
- 2015: Profiling Paris (Profilage, Fernsehserie, 1 Folge)
- 2017: Die Pariserin: Auftrag Baskenland (Mission Pays Basque)